# آرمیدن دو نفر بر تخت در حضور دیگران
آرمیدن دو نفر بر تخت، در حضور دیگران (به انگلیسی: Two Figures Lying On A Bed With Attendants) نقاشی سه‌لتی رنگ روغنی است که در ۱۹۶۸ میلادی توسط فرانسیس بیکن کشیده شده است. این نقاشی اکنون در موزهٔ هنرهای معاصر تهران نگهداری می‌شود.

## تاریخچه
تابلوی آرمیدن دو نفر بر تخت، در حضور دیگران، در سال ۱۹۷۵ میلادی، توسط یک دلال هنری فرانسوی به بنیاد هنر ایران که زیر نظر فرح پهلوی فعالیت می‌کرد، فروخته شد و به موزه هنرهای معاصر تهران واگذار گردید. پس از انقلاب ایران این تابلو و بسیاری از آثار موزه بطور مخفیانه و دور از دید عموم نگهداری می‌شدند. تا اینکه این تابلو در سال ۲۰۰۴ برای نمایش موقت به لندن فرستاده شد. این تابلو آخرین بار در سال ۱۹۷۲ در دوسلدورف به نمایش درآمده‌بود.

## توصیف
در لت‌های کناری دو نفر ناظر نقاشی شده‌اند که فرم بدنشان بازتاب یکدیگر می‌باشد. ناظر سمت چپ برهنه و ناظر سمت راست با پوشش کامل است. در لت میانی دو مرد برهنه و با صبغه همجنس‌گرایانه بر تختی آرمیده‌اند. فرم بدن آن‌ها تقریباً شبیه یکدیگر می‌باشد. در لت سمت چپ پرنده‌ای از درون جعبه‌ای در حال پرواز به سوی تخت است.
ناظر ممکن است نشان‌دهندهٔ جرج دایر، معشوق بیکن باشد که در سال ۱۹۷۱ درگذشت.